# Radio Cuore
Radio Cuore è un'emittente radiofonica con copertura parziale di alcune regioni italiane (Toscana e Sicilia) con sede principale a Carpi (MO) facente parte del gruppo editoriale Multiradio.

## Storia
Nata nel 1986 in Valdera, espande la propria copertura dapprima nel resto della Toscana e poi in altre zone della penisola, giungendo in pochi anni a coprire l'intero territorio nazionale e a collocarsi tra le prime dieci emittenti più ascoltate in Italia.
A causa della crisi economica italiana e delle nuove leggi emanate fin dai tempi della legge Mammì e successive, l'emittente ponsacchese inizia lentamente il proprio declino, essendo non più supportata dagli investimenti pubblicitari, che subiscono una forte battuta d'arresto. Dal 1º dicembre 2014 al 27 dicembre 2015, l'emittente è stata sostituita da Radio Novella 2000 in parte di Lombardia e Piemonte; dal giorno successivo (28 dicembre), le frequenze finora appartenute all'emittente del gruppo PRS Mediagroup sono state ricollegate alle varie emittenti del gruppo Media Hit.
Dal 7 febbraio 2022 l'emittente abbandona il Piemonte, cedendo le frequenze alla superstation One Dance, mentre dal 14 febbraio abbandona anche la Lombardia cedendo le frequenze a Radio Sportiva (già presente nel capoluogo e in buona parte della regione). Dal 21 luglio dello stesso anno abbandona anche Napoli e la Campania cedendo la frequenza partenopea 88.4 dal Vesuvio a Lattemiele. Il 12 aprile 2023, a Firenze, è stato effettuato uno scambio di frequenze tra Lattemiele e Radio Cuore: quest'ultima emittente passa ora sulla "nuova" frequenza 88.3 al posto di Lattemiele, che è "traslocata" sui 90.4.

## Palinsesto
Il palinsesto della radio è prevalentemente di musica italiana, con novità e rubriche dedicate. Sono presenti anche le dediche degli ascoltatori (in uno spazio chiamato Canzoni a richiesta) e l'informazione (sia nazionale che locale). Tra i programmi del passato, Due nel pallone, trasmissione comica con Niki Giustini (scomparso prematuramente il 4 gennaio 2017) e Walter Santillo, L'altro TG, radiogiornale satirico condotto da Niki Giustini con lo pseudonimo di Nick Cipollino, Berluscao Meravigliao (sempre con Giustini nelle vesti di Silvio Berlusconi) e Bar Sport, striscia comico-satirica sul mondo del calcio, condotta da Mauro Ciutini e Vanni Baldini.

## Radio Cuore tour
Il Radio Cuore tour era il tour itinerante organizzato dall'omonima radio durante il periodo estivo e a cui prendevano parte i cantanti italiani.
Di seguito vengono riportate le stagioni con i principali artisti che hanno partecipato:
- 2011: Rosario Miraggio, Serena Abrami, Chiara Canzian, Zero Assoluto, Loredana Bertè, Al Bano[6]
- 2012: Alexia, Sal da Vinci, Marco Armani, Massimo Di Cataldo, Alice Mondia, Amedeo Minghi, Valerio Scanu, Annalisa, Paolo Vallesi, Ivana Spagna, Loredana Errore, Antonino, Dik Dik, Thomas Grazioso, Martha Rossi, Alessia Di Francesco, Annalisa Minetti, Mietta, O.R.O., Morgan. Presentatrici ufficiali Alina Di Mattia e Angela Melillo.[7]
- 2013: Marco Masini, Irene Fornaciari, Luisa Corna, Mariella Nava, Tony Esposito, Paolo Vallesi, Marco Armani, Fiordaliso, O.R.O., Jalisse, I Cugini di Campagna, Antonino, Benny Moschini, Max Petronilli, Alessandro La Cava, Nicola di Trapani, Alessia Di Francesco.
- 2014: Simone Cristicchi, Alexia, Antonino, Marco Carta, Deborah Iurato, Moreno, Tony Esposito, Paolo Vallesi, I Cugini di Campagna, Mary Bucciarelli, Luciana Martini, Giuseppe Morgante, Silvio Sacchi, Giada Pietro Napolano.